# Chrémonidova válka
Chrémonidova válka (267-261? př. n. l.), byl konflikt řeckých států, nazvaný podle Athénského politika Chrémonida, Eteoklova syna, proti Antigonovské říši, kde tehdy vládl Antigonos II. Gonatás. Na jedné straně bojovala Antigonovská Makedonie, na straně druhé početná koalice, kterou tvořily Athény, Sparta, Élida, Achaia, dále pět arkadských obcí a Kréta, případně ještě další spojenci. Tuto koalici podporoval i egyptský panovník Ptolemaios II. Filadelfos, který chtěl především oslabit pozice Antigona Gonata v Řecku. Jeho pomoc řeckým státům neměla velký význam. Koaliční státy vytvořily i spojeneckou radu (synedrion). Na vytváření protimakedonské koalice měl podíl i Chrémonidův bratr Glaukón a Aristeides, Mnésitheův syn.
Makedonci měli v pevnostech na území Attiky rozmístěny své vojenské posádky, které kontrolovaly Peiraieus (Pireus). Rovněž kontrolovali Akrokorint (Korintskou šíji), takže Sparťané nemohli přijít na pomoc Athéňanům. Ve Spartě byl tehdy králem Areus I., který se pokoušel pomoci Athéňanům, ale neúspěšně. Roku 265 př. n. l. (nebo 264) utrpěli Sparťané při Korintu porážku a Areus padl v boji. Když Antigonos zpustošil Athénský venkov, Athéňané nebyli schopni dále odolávat a vzdali se. Egyptský vládce Ptolemaios vyslal na pomoc Athénám flotilu v čele s admirálem Patroklem, ale Antigonos ho se svou flotilou porazil v námořní bitvě u Kósu a zajatou vlajkovou loď věnoval Apollónovi. Válka skončila makedonským vítězstvím v roce 262 př. n. l. (nebo 261). Antigonos dosadil v Athénách v Músaione makedonskou posádku a rovněž kontroloval i další pevnosti.
Porážka ve válce znamenala politický, hospodářský i kulturní úpadek Athén, které již nemohly pomýšlet na obnovu své bývalé slávy a významného postavení v rámci Řecka.